# Liste der Monuments historiques in Romilly-sur-Seine
Die Liste der Monuments historiques in Romilly-sur-Seine führt die Monuments historiques in der französischen Gemeinde Romilly-sur-Seine auf.

## Liste der Immobilien
| Bezeichnung       | Beschreibung                                                                         | Standort                      | Kennzeichnung | Schutzstatus | Datum | Bild           |
| ----------------- | ------------------------------------------------------------------------------------ | ----------------------------- | ------------- | ------------ | ----- | -------------- |
| Kloster Sellières | 1167 gegründet, 1791 aufgelöst; Abtshaus aus der zweiten Hälfte des 18. Jahrhunderts | nordwestlich des Ortes (Lage) | PA00078206    | Inscrit      | 1988  | weitere Bilder |

## Liste der Objekte
| Bezeichnung                | Beschreibung                                                                   | Standort                       | Kennzeichnung | Schutzstatus | Datum | Bild |
| -------------------------- | ------------------------------------------------------------------------------ | ------------------------------ | ------------- | ------------ | ----- | ---- |
| Güterwaggon NNTOUW 82001   | normalspuriger, zweiachsiger Flachwagen der PLM, zwischen 1906 und 1909 gebaut | im Bahnbetriebswerk (Lage)     | PM10003011    | Classé       | 1990  |      |
| Skulptur Madonna mit Kind  | Kalkstein, 16. Jahrhundert                                                     | in der Kirche St-Martin (Lage) | PM10001778    | Classé       | 1976  |      |
| Orgel                      | Haupteintrag für PM10001779                                                    | in der Kirche St-Martin (Lage) | PM10004989    | Classé       | 1982  |      |
| Instrumentalteil der Orgel | 1883 von Paul Férat gebaut                                                     | in der Kirche St-Martin (Lage) | PM10001779    | Classé       | 1982  |      |
| Güterwaggon TW 754290      | normalspuriger, zweiachsiger Einheitsschüttgutwagen des OCEM, 1931 gebaut      | im Bahnbetriebswerk (Lage)     | PM10003012    | Classé       | 1990  |      |